# 小峰隆司
小峰 隆司（こみね りゅうじ、1933年10月19日 - 2021年2月10日）は、日本の俳優。旧芸名は小峰 一男。本名は鈴木 朝夫（すずき あさお）。切られ役として「1万回死んだ男」の異名を持つ。東映京都撮影所専属。

## 人物・略歴
1956年に大部屋暮らしの役者生活をスタートさせた。
主に時代劇や刑事ドラマ、ヤクザ映画などで悪役を演じている。映画やテレビで時代劇が華やかだった頃、斬られ役大部屋俳優集団「東映剣会」（1952年に結成）に所属。片岡千恵蔵のお気に入りの斬られ役であった脇役俳優。
2002年の『ドキュメンタリー映像03』（毎日放送）や『新日本風土記』「京都 洛西 嵐電慕情」（2012年6月15日、BSプレミアム）では、「半世紀で1万回以上は死んだ」という生き様を描くドキュメンタリーがテレビで放送された。息子は嵐電の運転士をしていると紹介されている。
2021年2月10日、京都市内の自宅で胃がんのため死去。87歳没。

## 主な出演

### テレビドラマ
- 銭形平次 （CX / 東映）
  - 第77話「江戸の野良犬」（1967年） - 正太 ※小峰一男名義
  - 第138話「女の賭け」（1968年） - 番太 ※小峰一男名義
  - 第210話「腕白小僧」（1970年） - やくざ ※小峰一男名義
  - 第382話「海鳴りが牙をとぐ」（1973年） - 丑松 ※小峰一男名義
  - 第399話「父の秘密」（1973年） - やくざ ※小峰一男名義
  - 第482話「手裏剣を打つ女」（1975年） - そば屋 ※小峰一男名義
  - 第607話「岡っ引きの女房」（1978年1月25日）
  - 第872話「赤鞘の謎」（1983年11月30日）
- 待っていた用心棒 第20話「遠い国からの客」（1968年、NET）
- 帰って来た用心棒 （1968年、NET）
  - 第8話「野分の中」
  - 第19話「半鐘は二度鳴る」
  - 第22話「地獄極楽わかれ道」
- 素浪人 花山大吉 第18話「渦まで左に巻いていた」（1969年、NET）
- 俺は用心棒 （1969年、NET）
  - 第2シリーズ　第1話「竜神の明り」
  - 第2シリーズ　第25話「幽明の町」
- 花のお江戸のすごい奴 第4話「明日雨になれ」（1969年、CX / 東映 / 新国劇） - 阿部
- 天を斬る（1969年、NET）
- あゝ忠臣蔵（1969年、KTV / 東映）
- 水戸黄門シリーズ（TBS / C.A.L）
  - 第1部
    - 第1話「俺は助さん、お前は格さん -水戸-」（1969年8月4日） - 浪人
    - 第3話「小田原・喧嘩駕篭 -小田原-」（1969年8月18日） - 刺客
    - 第27話「暗闇の長者 -白河-」（1970年2月2日） - 虚無僧B

  - 第4部 ※小峰一男名義
    - 第15話「津軽哀歌 -青森-」（1973年4月30日） - 吟味役人
    - 第24話「牢破り -石巻-」（1973年7月2日）
    - 第30話「御用金強奪事件 -白河-」（1973年8月13日） - 丑蔵の子分

  - 第5部 ※小峰一男名義
    - 第17話「酔いどれ用心棒 -松山-」（1974年7月29日） - 峰吉
    - 第20話「親をだました親孝行 -徳山-」（1974年8月19日）
    - 第21話「幽霊船の怪 -下関-」（1974年8月26日） - 海賊

  - 第6部※小峰一男名義
    - 第14話「弥七二人旅 -津山-」（1975年6月30日） - 岩五郎の子分
    - 第19話「仇討ち！阿波踊り ‐徳島‐」（1975年8月4日）
    - 第20話「若者の恋 ‐和歌山‐」（1975年8月11日） - 雑賀の門番
    - 第32話「素晴らしきかな人生 ‐水戸‐」（1975年11月3日） - 百姓

  - 第7部 ※小峰一男名義
    - 第2話「姫君はにせ者 -福島-」（1976年5月31日） - 刺客
    - 第24話「仇討ち角兵衛獅子 -長岡-」（1976年11月1日） - 万力屋の用心棒
    - 第26話「馬にひかれて善光寺 -長野-」（1976年11月15日） - 町人

  - 第8部
    - 第4話「黄門さまに似た男 -沼津-」（1977年8月8日） - 番人
    - 第13話「芝居になった漫遊記 -伊勢-」（1977年10月10日） - 伝兵衛の子分
    - 第22話「海鳴り龍王岬 -高知-」（1977年12月12日） - 升形屋の手代 ※小峰一男名義
    - 第26話「うぐいす春風剣 -中津-」（1978年1月9日） - 中津藩士 ※小峰一男名義

  - 第9部
    - 第1話「北国への旅立ち -水戸-」（1978年8月7日） - 玄斉の手下
    - 第17話「越前めおと奉書 -福井-」（1978年11月27日） - 百姓

  - 第10部
    - 第3話「狐が化けたお姫様 -小田原-」（1979年8月27日） - 雲助
    - 第8話「関所の沙汰は銭次第 -新居-」（1979年10月1日） - 船頭
    - 第16話「母恋し鈴鹿馬子唄 -大津-」（1979年11月26日） - 相田

  - 第11部
    - 第2話「夏祭り・姫君暗殺計画 -二本松-」（1980年8月25日） - 矢吹の子分
    - 第26話「一陽来復 水戸の春 -岩槻・水戸 -」（1981年2月9日） - 林田の配下

  - 第12部
    - 第3話「黄門様の盗っ人仁義 -府中-」（1981年9月14日） - 用心棒
    - 第22話「秘伝の薬で悪退治 -富山-」（1982年1月25日） - 中盆

  - 第13部
    - 第9話「危機一髪！火薬小屋の対決 -岡崎-」（1982年12月13日） - 遠州屋の手下
    - 第12話「伊勢参り 娘初春七変化 -伊勢-」（1983年1月3日） - 権蔵の子分
    - 第24話「とどけ馬子唄瞼の母に -熊本-」（1983年3月28日） - 雲助

  - 第14部
    - 第6話「恩讐越えたこけし人形 -鳴子-」（1983年12月5日） - 子分
    - 第21話「鬼が棲んでた地獄島 -佐渡-」（1984年3月19日） - 茂蔵の仔分
    - 第33話「じゃじゃ馬娘の婿選び -姫路-」（1984年6月11日）- 浪人

  - 第15部
    - 第16話「弥七に似ていた風来坊 -広島-」（1985年5月13日） - 倉橋屋の用心棒
    - 第33話「わしは天下の占い師 -小諸-」（1985年9月9日） - 家臣

  - 第16部
    - 第13話「想い叶えた愛の組紐 -膳所-」（1986年7月21日） - 用心棒
    - 第29話「鬼面に隠れた忠義の心 -盛岡-」（1986年11月10日） - 役人

  - 第17部
    - 第9話「陰謀暴く裏切り忍法 -鳥羽-」（1987年10月26日） - 鳥羽藩士
    - 第17話「亡霊の正体見たり… -福山-」（1988年1月18日） - 備後屋番頭

  - 第18部
    - 第13話「船幽霊の謎を解け -敦賀-」（1988年12月5日） - 船頭
    - 第25話「無念晴らす献上絞 -鳴海-」（1989年3月6日） - 久六の子分
    - 第32話「飴屋の幽霊 -川崎-」（1989年4月24日） - 駒造の子分

  - 第19部
    - 第13話「待ったなし人間将棋 -天童-」（1989年12月18日） - 武芸者
    - 第22話「悪事隠す謎の切腹 -高田-」（1990年2月26日）

  - 第20部
    - 第20話「弥七を狙う女 -八代-」（1991年3月25日） - 寅松
    - 第30話「刀鍛冶の仇討悲願 -岡山-」（1991年6月3日） - 用心棒

  - 第21部
    - 第5話「恩讐越えた恋人形 -三次-」（1992年5月4日） - 唐五郎の子分
    - 第6話「秘伝運んだ孫娘 -浜田-」（1992年5月11日） - 賭場の小頭
    - 第14話「瞼の父は偽黄門 -宇和島-」（1992年7月6日） - サクラの漁師
    - 第21話「身ぐるみ剥がれた黄門様 -伊丹-」（1992年8月24日） - 佐吉

  - 第22部
    - 第6話「嘘で悟った女房の真心 -浜松-」（1993年6月21日） - 夜又丸の子分
    - 第11話「弟思いのあほんだら兄貴 -大坂-」（1993年7月26日）
    - 第28話「響け正義の御陣乗太鼓 -輪島-」（1993年11月22日） - 浪人

  - 第23部
    - 第16話「八兵衛夢見た若旦那 -宮津-」（1994年11月21日） - 山賊
    - 第30話「世直し剣が悪を斬る -今治-」（1995年3月6日）
    - 第36話「迷子になった黄門様 -岐阜-」（1995年4月17日） - 猟師

  - 第24部
    - 第8話「謎の美剣士! 紅夜叉 -岡山-」（1995年11月6日）
    - 第25話「天下の名医は敵持ち -松本-」（1996年3月11日） - 目明し

  - 第25部　第6話「黄門様の仮女房 -吉田-」 （1997年1月27日） - 辰巳屋の用心棒
  - 第27部
    - 第15話「なまはげの凶賊退治 -男鹿- 」（1999年6月28日）- 銀平
    - 第24話「亡霊になって悪退治 -松代-」（1999年8月30日） - 行者

  - 第28部
    - 第11話「恋を叶えた岡崎燈籠 -岡崎-」（2000年5月22日）
    - 第24話「恋した人は謎の隠密 -赤穂 -」（2000年8月28日）
    - 第29話「妻を裏切る夫の本心 -広島-」（2000年10月16日）

  - 第35部 第18話「脱藩者は老公に瓜二つ」（2006年2月20日） - 捕方 ※ノンクレジット
  - 第37部 第3話「亭主参った嫁姑対決 -松井田-」（2007年4月23日） - 老僕
  - 第40部 第8話「ニセ黄門の大芝居! -盛岡-」（2009年9月14日）
  - 第43部 第15話「助さん格さん大喧嘩!! -下田-」（2011年10月31日）
- 紅つばめお雪 第8話「昨日を失った娘」（1970年、NET / 東映）
- 燃えよ剣（1970年、NET） 
  - 第3話「三条木屋町 紅屋」
  - 第24話「北へ」
- 軍兵衛目安箱 第25話「将軍暗殺」（1971年、NET） - 同心
- 大岡越前（TBS / C.A.L）
  - 第2部 第27話「小西屋事件」（1971年11月15日） - 南町奉行所同心
  - 第3部 第6話「狐火の五千両」（1972年7月17日） - 牢役人
  - 第4部 ※小峰一男名義
    - 第2話「仕掛けられた罠」（1974年10月14日） - 岡っ引
    - 第6話「黒い影」（1974年11月11日） - 岡っ引
    - 第25話「天下を裁く名奉行」（1975年3月24日） - 中間

  - 第5部
    - 第4話「恐怖！雨の夜の辻斬り」（1978年2月27日）
    - 第9話「大奥の陰謀」（1978年4月3日）
    - 第14話「将軍様の人情裁き」（1978年5月8日）

  - 第6部
    - 第1話「大岡越前」（1982年3月8日）
    - 第13話「情けが仇の蕎麦がき代」（1982年5月31日） - 唐造の子分
    - 第27話「殺生禁断!鯉の罠」（1982年9月6日） - 金次

  - 第7部
    - 第4話「義賊あざみ小僧」（1983年5月16日）
    - 第26話「鬼より恐い古証文」（1983年10月17日） - 用心棒

  - 第8部
    - 第3話「殺しの依頼は能面の女」（1984年7月30日）
    - 第14話「父恋し涙の花嫁」（1984年10月22日）

  - 第9部
    - 第4話「襲われた御用金」（1985年11月18日） - 浪人
    - 第5話「忠相を慕う女」（1985年11月25日）

  - 第10部 第21話「狙われた赤ん坊」（1988年7月18日）
  - 第11部 第18話「殺しを招いた横恋慕」（1990年8月20日） - 伝八
  - 第12部 第10話「恋しい父は逃亡者」（1991年12月16日）
  - 第13部
    - 第9話「秋刀魚の煙が目にしみた」（1993年1月11日） - 子分
    - 第13話「母は凶賊さみだれお仙」（1993年2月8日）
    - 第19話「両刃が抉る復讐の謎」（1993年3月22日） - 浪人

  - 第14部 第24話「友を裁いた名奉行」（1996年12月2日） - 左平次
  - 第15部
    - 第3話「狙われた花嫁」（1998年9月7日）
    - 第26話「帰って来た友情」（1999年3月15日） - 奥医師
- 世なおし奉行 第10話「夕日の宿場」（1972年6月8日、NET）
- 新選組　第1話「芹沢鴨死す　豪雨止まず」（1973年、CX / 東映）　※鶴田浩二版
- 十手無用 九丁堀事件帖 第19話「父（ち）ゃんが消えた!」（1976年2月8日、NTV）
- 遠山の金さん 杉良太郎版（NET/東映）※小峰一男名義
  - 第7話「その錠を破れ‼」（1975年）
  - 第16話「燃える男の胸で泣け‼」（1976年）
  - 第25話「死神を封じ込め‼」（1976年）
  - 第42話「花火に賭けた心意気」（1976年）
  - 第52話「明日を知らない女」（1976年）
  - 第53話「一両だけの青春」（1976年）
  - 第71話「女騒動！うわなり打ち」（1977年）
  - 第73話「玉の輿を拒んだ女」（1977年）
  - 第75話「はるかな江戸の便り」（1977年）
  - 第88話「じゃじゃ馬姫と贋奉行」（1977年）
  - 第96話「お湯の中にも鬼が住む」（1977年）
- 江戸を斬るシリーズ（TBS /C.A.L.)
  - 江戸を斬るII 第17話「罠に掛った死神」（1977年）- 浪人
  - 江戸を斬るIII 第25話「狙われた遠山桜」（1977年）- 用心棒
  - 江戸を斬るVII
    - 第13話「藤の花の殺意」（1987年）
    - 第25話「願い叶えた千両富」（1987年）- 中盆
- 必殺シリーズ（ABC / 松竹）　
  - 江戸プロフェッショナル・必殺商売人 第26話「毒牙に噛まれた商売人」（1978年） - 針吉
  - 必殺仕切人 第18話「もしもソックリの殺し屋が現れたら」（1984年12月28日） - 鬼火の五郎次
  - 必殺仕事人V・激闘編 第19話「主水、羊かんをノドにつめる」（1985年4月18日） - 左馬之介
- 桃太郎侍 （NTV / 東映）
  - 第15話「花の乙女の夢が散る」※小峰一男名義
  - 第29話「ふるさとは遠かった」※小峰一男名義
  - 第46話「酔いどれ芸者の涙唄」※小峰一男名義
  - 第67話「すずめの初恋」※小峰一男名義
  - 第72話「絵筆に賭けた命」（1978年2月26日）
  - 第106話「十手持ちにご用心」（1978年10月22日）
  - 第122話「奉公人はつらいよ」（1979年2月18日）
  - 第144話「幇間涙あり!」※小峰一男名義
  - 第158話「父子で彫った愛の面」（1979年10月28日）
  - 第168話「よろず心配ごと指南」（1980年1月6日）
  - 第180話「南蛮火薬に火をつけろ!」（1980年3月30日）
  - 第200話「つばめの恩返し」（1980年8月17日）
  - 第217話「その処刑許さん!」（1980年12月14日）
  - 第221話「どうぞお縄を………」（1981年1月18日）
  - 第223話「娘剣法一番勝負」（1981年2月1日）
  - 第235話「海路はるばる喧嘩旅」（1981年4月26日）
  - 第248話「勝手知ったる他人の店」（1981年7月19日）
- 柳生一族の陰謀 第2話、第18話、第19話（1978年、KTV）
- 風鈴捕物帳 第3話「風小僧の子守唄」（1978年、ANB / 東映）
- 暴れん坊将軍シリーズ（ANB / 東映）
  - 吉宗評判記 暴れん坊将軍
    - 第3話「命を的の一番纏」（1978年1月21日） - 虎五郎の配下
    - 第14話「黄金のからす札」（1978年4月15日） - 山伏
    - 第33話「天下御免の大名じるこ」（1978年）  - 赤石藩士
    - 第42話「燃える男と莫蓮女」（1978年） - 市蔵
    - 第49話「生かす殺すは筆一本!」（1979年） - 人足
    - 第61話「春の嵐に散った恋」（1979年4月21日） - 渋谷陣十郎
    - 第74話「江戸煩いを叩き出せ!」（1979年） - 北村
    - 第84話「おさいが翔んだ!」（1979年） - 男
    - 第89話「花も恥じらう一番手柄」（1979年） - 浪人
    - 第94話「初春や昼行燈も浮かれ出し」（1980年） -  耺人
    - 第104話「日本一の花嫁御寮」（1980年）
    - 第106話「将軍はんて何んどすえ?」（1980年） - 岩松
    - 第121話「花咲ける女武士道」（1980年） - 地廻り
    - 第128話「あわれ、忍びの恋」（1980年） - 家臣
    - 第135話「湯けむり地獄の決斗」（1980年） - 秋沢
    - 第149話「偽りの絆が廻す夫婦独楽」（1981年） - 白石
    - 第160話「春を待たずに散った花」（1981年） - 櫻主
    - 第170話「血斗! 甲州笛吹川」（1981年7月25日）
    - 第175話「百万石の冷飯くらい」（1981年） - 又助
    - 第181話「絵筆に誓った兄弟仁義」（1981年） - 家臣
    - 第194話「名もなく貧しき母子草」（1982年） - 藤助
    - 第206話「泣くな太郎吉! 男の子」（1982年4月24日） - カゴ屋

  - 暴れん坊将軍II
    - 第4話「富士の白雪に消えた女」（1983年） - 武芸者
    - 第27話「鬼退治! 雨のオランダ屋敷」（1983年） - やくざ
    - 第37話「女もつらいよ 母なれば」（1983年） - 駕篭屋
    - 第46話「金襴緞子の罠を撃て!」（1984年） - 浪人
    - 第60話「易者新さん 二万両の夢占い!」（1984年） - 牛太郎
    - 第74話「猫に小判の父娘船!」（1984年） - 権十
    - 第88話「お上に怨みの逃がし屋稼業!」（1984年） - 笹屋の手代
    - 第96話「母も切ない、鬼は外!」（1985年） - 遊び人
    - 第100話「青春よさらば! 北の恋唄」（1985年） - やくざ
    - 第115話「借金取りを呑んだ女!」（1985年） - 楼主
    - 第124話「南国の美女、華麗なる復讐!」（1985年） - 梅島
    - 第135話「散らすな、忠義の首一つ!」（1985年11月15日） - 内藤
    - 第153話「あかりが欲しい！恋の辻占」（1986年） - 佐川
    - 第161話「暗殺計画、手引きは御生母!?」（1986年） - 河童
    - 第172話「め組が消えた異変街道!」（1986年） - 望月
    - 第177話「母哀し、裏切りの二重奏!」（1986年） - 浪人（二）
    - 第184話「夜叉の涙はあかね色!」（1987年） - 仙三

  - 暴れん坊将軍III
    - 第14話「春の宴に舞う女」（1989年） - 盗っ人
    - 第25話「悲恋花は二度散る」（1988年） - 甚八
    - 第27話「罠にかかった女」（1988年） - 役人
    - 第41話「娘十七はぐれ唄」（1988年） - やくざ
    - 第42話「お庭番を愛した女」（1988年） - 森塚主水正
    - 第63話「散るは望郷はぐれ花!」（1989年） - おそれ松
    - 第72話「おんなとおとこの夢芝居」（1989年） - 脇蔵
    - 第87話「死んだ男を待つ女!」（1989年） - 赤松文十郎
    - 第96話「地獄で仏のおやこ唄」（1990年） - 貞次
    - 第108話「復讐!鬼女の涙」（1990年） - 玄蕃の家臣
    - 第114話「愛しのわらべよ、荒海が泣く!」（1990年） - 伊太八
    - 第120話「地獄へ道連れ! 美女と将軍」（1990年） - 鬼殺し
    - 第124話「流転笠、江戸のつむじ風」（1990年） - 浪人者

  - 暴れん坊将軍IV
    - 第2話「いざ成敗! 天下を狙う大泥棒」（1991年） - 侍
    - 第7話「もう一つの十手御用」（1991年） - 九蔵
    - 第16話「女賞金稼ぎ、江戸を斬る!」（1991年） - 安五郎
    - 第26話「江戸城反乱! 連判状に仕掛けられた罠!!」（1991年）
    - 第27話「大奥の女」（1991年） - 浪人（一）
    - 第34話「命無用! おやこ十手」（1991年） - 後藤左内
    - 第40話「いなせ新さん 渡世人修行!」（1992年） - 渡世人
    - 第50話「血涙! 愛しき忠義」（1992年） - 沼田昌之介
    - 第63話「情けに泣いた復讐鬼!」（1992年） - 浪人

  - 暴れん坊将軍V
    - 第1話「大雪原の血煙り、吉宗を愛した復讐鬼!」スペシャル（1993年）
    - 第2話「隠居金千両の行方」（1993年） - 吾市
    - 第15話「めおと春秋、涙に夢灯り」（1993年） - 浪人
    - 第21話「毒牙を隠した花嫁」（1993年） - 地廻り
    - 第24話「悪をあばいた潮騒の娘」（1993年） - 勝造
    - 第42話「木枯しも泣く迷子石」（1994年） - 伝助

  - 暴れん坊将軍VI
    - 第8話「め組が運んだ涙の訴状」（1994年） - 人足頭
    - 第11話「大喧嘩! め組対定火消し」（1994年） - 勘七
    - 第13話「母と子の南部牛追い唄」（1995年） - 牛山
    - 第19話「五千両の恋泥棒!」（1995年） - 勝蔵
    - 第23話「わが子を裁く鬼の父」（1995年） - やくざ
    - 第34話「俺らの兄貴は上様だ!」（1995年） - 江本
    - 第42話「黄金地蔵が呉れたお母ちゃん」（1995年） - 地廻り
    - 第45話「涙を抱いた花乙女」（1995年） - 高浜屋
    - 第46話「美女を泣かせる鬼十手」（1995年） - 法雲

  - 暴れん坊将軍VII
    - 第5話「卯之吉の死神退治」（1996年） - 親分
    - 第13話「凧よ、あがれ、誇り高く」（1996年） - 居酒屋の親爺

  - 暴れん坊将軍VIII
    - 第21話「待たされた女の決心」（1998年2月28日）

  - 暴れん坊将軍X
    - 第12話「一度死んだ私! 仕舞湯に入る女の秘密」（2000年）

  - 暴れん坊将軍XI
    - 第8話「お杏の悲痛な叫び! 夫はなぜ殺された!?」（2001年）
- 土曜ワイド劇場
  - 京舞妓殺人事件恐怖の浮気出張（1980年、ABC / 東映） - タクシー運転手
- 時代劇スペシャル（CX）
  - 「姫四郎流れ旅〜一家惨殺事件が怨念の数珠に苦悶の地獄を呼ぶ」（1982年2月12日）
  - 「地獄の左門十手無頼帖 女菩薩供養」（1983年7月8日）
  - 「御用牙」（1984年2月16日）
- 源九郎旅日記 葵の暴れん坊 （ANB / 東映）
  - 第2話「命を的の母ごころ」（1982年5月15日） - 中盆（博打場で差配をする人）
  - 第14話「なにわ娘の恋十手」（1982年8月2日） - 島岡
  - 第21話「葉隠れは金魚侍と見つけたり」（1982年9月25日） - 手代
- 影の軍団 シリーズ（KTV / 東映）
  - 服部半蔵影の軍団 第20話「私は殺される!」（1980年）
  - 影の軍団II
    - 第4話「白蛇の罠」（1981年10月27日）
    - 第9話「呪われた抱擁」（1981年12月1日）
    - 第12話「あの女を逃すな！」（1981年12月22日）
    - 第16話「牝蜂は二度刺す」（1982年1月19日）-斑次

  - 影の軍団III 第2話「闇からの依頼人（1982年9月28日）
- 森繁久弥芸能生活50周年記念特別企画「栄花物語」（1983年11月12日、CX / 東映）
- 長七郎江戸日記 （NTV）
  - 第1シリーズ 第6話「風流敵討ち狂言」（1983年11月22日）
  - 第1シリーズ スペシャル5「母は敵か!?正雪の陰謀」（1985年10月1日）
  - 第1シリーズ スペシャル6「風雲!旗本奴と町奴」（1986年4月1日）
- 京都マル秘指令 ザ新選組 第2話「脅迫2 ナンバーワン芸者の強姦裏ビデオを作るぞ!」（1984年、ABC / 松竹） - 安岡
- 弐十手物語 第1話「狼と鶴」（1984年4月12日、CX / 東映）
- 雲霧仁左衛門（1987年、ANB）
- 三匹が斬る!シリーズ（ANB / 東映）
  - 三匹が斬る!
    - 第3話「仇打ちの、乙女も愛でよ秋花火」（1987年）
    - 第18話「父と娘の、生き血を絞るにせ大名」（1988年）

  - 続・三匹が斬る!
    - 第5話「忠犬と力丸、娘十八盗っ人稼業」（1989年） - 用心棒
    - 第14話「人質の、母娘が送る流人舟」（1989年）

  - 続続・三匹が斬る!
    - 第4話「壺が割れ、正体見えた逃亡者」（1990年） - 佐々木竜之進
    - 第7話「まぼろしの、父が恋しい夢芝居」（1990年） - 張

  - また又・三匹が斬る!
    - 第6話「伝説の、不老長寿の尼が行く」（1991年）
    - 第9話「湯煙り血煙り、咲いた女の三度笠（1991年）

  - 新・三匹が斬る! 第19話「羽黒山、天狗も泣いた色と欲」（1993年） - 久六
- 京都サスペンス「京都の祭に人が死ぬ　鞍馬の火祭」（1988年10月10日、KTV）
- 名奉行 遠山の金さん（ANB / 東映）
  - 第1シリーズ 第21話「消えた三万両?!」（1988年）
  - 第2シリーズ 第14話「お目付け桜と姥ざくら」（1989年） - 大家
  - 第3シリーズ 第26話「白い肌に謎の刺青」（1991年） - 用心棒
  - 第4シリーズ 
    - 第1話「覗かれた尼寺」（1991年） - 商屋主
    - 第12話「仕組まれた逆玉の輿」（1992年） - 女郎屋の主人

  - 第5シリーズ
    - 第18話「外国船に潜入した女」（1993年） - 加平
    - 第27話「富くじ千両大からくり」（1993年） - 猪藏

  - 第6シリーズ 第9話「女、霧の中の殺意」（1994年） - 亀造
  - 第7シリーズ 第16話「消えた女!裏切りの集団見合い」（1996年） - 飲み屋の亭主
- 鬼平犯科帳 第1シリーズ 第4話「血頭の丹兵衛」（1989年8月2日、CX） - 盗賊
- 八百八町夢日記（NTV）
  - 第1シリーズ
    - SP「夢を追って」（1989年10月10日）
    - 第10話「おりん慕情」（1989年12月19日）
    - 第21話「お人好し」（1990年3月27日）
    - 第26話「夢之介が殺した女」（1990年5月29日）

  - 第2シリーズ
    - 第3話「情け深川えんま橋」（1991年10月29日） - やくざ
    - 第23話「命かけての恋で候」（1992年5月26日）
- 里見浩太朗時代劇SP「樅ノ木は残った」（1990年1月2日、NTV）
- お江戸捕物日記 照姫七変化 第8話「丁半!もろ肌脱ぎ!」（1990年5月2日、CX / 東映）
- 新春大型5時間時代劇SP「戦国乱世の暴れん坊　齋藤道三　怒涛の天下取り」（1991年1月3日、ANB）
- 源氏九郎颯爽記　秘剣揚羽蝶（1991年10月13日、ANB）
- 素浪人無頼旅II（1992年3月30日、ANB）
- 闇を斬る!大江戸犯科帳 第19話「闇に咲く花」（1993年、NTV / ユニオン映画）
- 銭形平次（CX / 東映）※ 北大路欣也版
  - 第3シリーズ 第16話「四人の容疑者」（1993年）
  - 第4シリーズ 第9話「殺しの絵図」（1994年）
  - 第5シリーズ 第9話「祭りの夜」（1995年）
- 江戸の用心棒（NTV / ユニオン映画）
  - 第1シリーズ 第7話「哀れ!結び文の謎」（1994年） - 熊造
  - 第2シリーズ 第3話「美人画の罠」（1995年）
- 将軍の隠密!影十八 （ANB /　東映）
  - 第4話「凶刃・女ひとりの仇討ち化粧」（1996年2月17日）
  - 第11話「悪徳の華・裏切りの婚約者」（1996年5月4日）
- 快刀!夢一座七変化 第11話「取り戻せ! 汗と涙の二千両!!」（1997年2月6日、ANB / 東映）
- 金曜エンタテイメント「京都夜の祇園殺人事件」（1997年6月27日、CX）
- 痛快!三匹のご隠居 第5話「娘を捨てた母 越すに越されぬ大井川」（1999、ANB）
- 南町奉行事件帖 怒れ!求馬II 第4話「女将と泥棒・味な対決」（1999年、TBS）
- 剣客商売 第4シリーズ 第11話「待ち伏せ」（2003年、CX / 松竹） - 老武士
- 木曜ミステリー おみやさん（EX）
  - 第3シリーズ 第10話「消えた家族写真!噂の名医に涙の瞬間」（2004年） - 通院患者
  - 第7シリーズ 第2話「父を返して!京都の秋に響く娘の叫び!!」（2008年） - 町内会の老人
  - スペシャル 第1部「初冬の京都に蘇る女たちの未解決事件!」（2010年）
- 名奉行! 大岡越前（2005年5月2日、EX） 第三話 「村井長庵一件」
- 出雲の阿国（2006年、NHK）
- 遠山の金さん 第5話「遊郭に雇われた金さん!?わらべ歌の謎と復讐に燃える女」（2007年2月20日、EX） - 藤吉
- その男、副署長 第1シリーズ 第4話「京都、八坂の五重塔が見た殺人アリバイ」（2007年5月17日、EX） - 下澤
- 八州廻り桑山十兵衛〜捕物控ぶらり旅 第2話「上州〜江戸，怒りの大捜査網！神田で待っていた女」（2007年5月8日、EX）
- 素浪人 月影兵庫 第8話「チャンバラに愛をこめて!!さらば皆の衆」（2007年9月11日、EX）
- お江戸吉原事件帖 第7話「帰ってきた男」（2007年12月14日、TX）
- 京都地検の女シリーズ（ANB）
  - 第4シリーズ 第2話「熟年夫婦を襲った恋と殺人の罠!!」（2007年11月1日）
  - 第8シリーズ 第2話「老紳士の恋と偽りの涙…不正受給の謎!!」（2012年7月26日） - 大久保
- スペシャルドラマ 柳生一族の陰謀（2008年9月28日、EX）
- 忠臣蔵 音無しの剣（2008年12月14日）赤穂浪士の一人
- 落日燃ゆ（2009年3月15日、EX） - 東條英機
- 京都迷宮案内シリーズ（ANB）
  - 新・京都迷宮案内4 第9シリーズ 第7話「逮捕されたい男!京都タワーの謎」（2007年） - 医師 ※ノンクレジット
  - スペシャル「幻のスクープ!偽りの判決・罪を逃れた女元判事、30年目の告白“あれは誤判だった”幸福な殺人者の秘密」（2009年6月25日） - 客
- 2夜連続 松本清張スペシャル 球形の荒野（2010年11月26日・27日、CX） - 政治家
- 逃亡者 おりん2 第5話「伍ノ刺客」（2012年、TX / C.A.L）
- 科捜研の女 第12シリーズ 第5話「殉職刑事が残した謎 血液指紋の告発…」（2013年2月14日、EX） - 園原正之
- 信長のシェフ 第2シリーズ 第4話「信長がシェフ追放!!ご当地グルメで信玄を死から甦らせた!?」（2014年、EX）
- ふたがしら（2015年、WOWOW）
- 金曜プレミアム 松本清張スペシャル かげろう絵図（2016年4月18日、CX）
- 水戸黄門 (BS-TBS版) 第7話「時の太鼓とじゃじゃ馬姫 -一関-」（2017年、BS-TBS）
- 小吉の女房（2019年、NHK-BSプレミアム）
  - 第4話「麟太郎、三途の川から呼び戻される」 - 蕎麦屋
  - 第5話「おばば様の秘密」
- 木曜ミステリー ドクター彦次郎 第4作「記者殺害の影に疑惑のスーパードクターが!? 人気NO.1病院の闇を彦次郎が暴く!」（2019年7月14日、EX） - 患者

### 映画
- 懲役十八年 （1967年） - 工場の男
- 人間魚雷 あゝ回天特別攻撃隊（1968年）
- 渡世人列伝 （1969年）
- 緋牡丹博徒 二代目襲名 （1969年）
- 遊侠列伝 （1970年）
- 女渡世人 （1971年） - 吾助
- 日本侠客伝 刃 （1976年） - 桑原忠助
- 緋牡丹博徒 仁義通します （1972年） - 合田喜助
- 博奕打ち外伝 （1972年）
- 仁義なき戦い - 三国人A ※出演シーンカット
- 仁義なき戦い 代理戦争 （1973年） - ヒットマン
- 仁義なき戦い 頂上作戦  （1974年） - 沖山昭平
- 山口組外伝 九州進攻作戦 （1974年）
- 殺人拳シリーズ （1974年）
  - 激突! 殺人拳 - 広田
  - 殺人拳2 - 劉元徳
  - 逆襲! 殺人拳 - 東光化学の株主A ※ノンクレジット
- 神戸国際ギャング （1975年） - 朴の子分
- 新仁義なき戦い 組長の首 （1975年） - 村井
- 強盗放火殺人囚 （1975年）
- 暴走パニック 大激突 （1976年） - 警官
- やくざの墓場 くちなしの花 （1976年） - 西田組幹部
- 広島仁義 人質奪回作戦 （1976年） - 総会屋
- 北陸代理戦争 （1977年） - 隅田祥二
- 日本の仁義 （1977年）
- 仁義と抗争 （1977年） - 関川の子分
- 宇宙からのメッセージ （1978年）
- 日本の首領 完結篇 （1978年）
- 冬の華 （1978年） - 新興勢力の子分
- 沖縄10年戦争（1978年） - 日本兵B
- 地獄（1979年） - 村人B
- 真田幸村の謀略（1979年） - 捕方
- その後の仁義なき戦い（1979年） - 石田伝一
- 影の軍団 服部半蔵（1980年） - 大岡源左衛門
- 青春の門 （1981年） - 保安係
- 里見八犬伝 - 農民
- 極道の妻たち（1987年）
- 必殺4 恨みはらします（1987年）
- 将軍家光の乱心 激突（1989年）
- 激動の1750日（1990年）
- 新・仁義なき戦い（2000年） - マスター
- 世にも奇妙な物語 映画の特別編（2000年） - 赤穂浪士
- ぼくんち（2003年） - 酒屋
- オカンの嫁入り（2010年）
- 最後の忠臣蔵（2010年、ワーナー・ブラザース）
- 太秦ライムライト（2014年） - 「江戸桜風雲録」撮影監督 ※ノンクレジット
- 海難1890（2015年）
- HOKUSAI（2021年、S・D・P）※遺作

### バラエティー
- ダウンタウンDX 第1回（1993年10月21日、読売テレビ） - 任侠映画を模したミニドラマ部分において東映剣会の峰蘭太郎、司裕介、木下通博らと共に出演。

### ドキュメンタリー
- ドキュメンタリー映像03「1万回死んだ男〜刹那に懸ける斬られ役」（2002年12月8日、MBS）
- 新日本風土記「京都 洛西 嵐電慕情」（2012年6月15日、BSプレミアム） - 嵐電にまつわる人々（小峰は沿線在住で息子は嵐電の運転士）で「1万回死んだ男」として半生を紹介